# Kabinett Moon Jae-in
Das Kabinett Moon Jae-in war die infolge des Sieges von Moon Jae-in bei der südkoreanischen Präsidentenwahl 2017 gebildete Regierung Südkoreas unter Präsident Moon. Es war die siebte Regierung der sechsten Republik. Vorgänger-Kabinett war das Kabinett Park Geun-hye. Bei der Präsidentschaftswahl 2022 gewannen Yoon Suk-yeol und seine Partei Gungminui-him. Anschließend bildete Yoon am 10. Mai 2022 sein Kabinett. 
Seit der Kabinettsbildung wurden nur die Posten des Außen-, Gesundheits- und Infrastruktur/Verkehrsministers noch nicht erneut besetzt.

## Zusammensetzung

### Präsident
|  | Bild | Name        | Funktion  | Partei |
|  | ---- | ----------- | --------- | ------ |
|  |      | Moon Jae-in | Präsident | DMP    |

### Premierminister
|  | Bild           | Name         | Funktion        | Partei |
|  | -------------- | ------------ | --------------- | ------ |
|  | Chung Sye-kyun | Kim Boo-kyum | Premierminister | DMP    |

### Minister
|  | Bild             | Name             | Funktion                                                             | Partei      |
|  | ---------------- | ---------------- | -------------------------------------------------------------------- | ----------- |
|  |                  | Hong Nam-ki      | Minister für Wirtschaft und Finanzen                                 | Parteiloser |
|  |                  | Yoo Eun-hae      | Minister für Bildung                                                 | DMP         |
|  |                  | Lim Hyesook      | Minister für Wissenschaft, Information und Kommunikationstechnologie | Parteiloser |
|  | Kang Kyeong-hwa  | Chung Eui-yong   | Minister für Äußere Angelegenheiten                                  | DMP         |
|  |                  | Lee In-young     | Minister für Wiedervereinigung                                       | DMP         |
|  | Choo Mi-ae       | Park Beom-kye    | Minister für Justiz                                                  | DMP         |
|  | Jeong Kyeong-doo | Suh Wook         | Minister für Verteidigung                                            | Parteiloser |
|  |                  | Jeon Hae-cheol   | Minister für Inneres und Sicherheit                                  | DMP         |
|  |                  | Hwang Hee        | Minister für Kultur, Sport und Tourismus                             | DMP         |
|  |                  | Kim Hyeon-soo    | Minister für Landwirtschaft, Ernährung und ländlichen Raum           | Parteiloser |
|  |                  | Moon Sung-wook   | Minister für Handel, Industrie und Energie                           | Parteiloser |
|  |                  | Kwon Deok-cheol  | Minister für Gesundheit und Sozialhilfe                              | Parteiloser |
|  |                  | Han Jeoung-ae    | Minister für Umwelt                                                  | DMP         |
|  |                  | An Kyung-duk     | Minister für Beschäftigung und Arbeit                                | Parteiloser |
|  |                  | Chung Young-ai   | Minister für Geschlechtergleichheit und Familie                      | Parteiloser |
|  | Kim Hyun-mee     | Noh Hyeong-ouk   | Minister für Land, Infrastruktur und Transport                       | Parteiloser |
|  | Moon Seong-hyeok | Moon Seong-hyeok | Minister für Meer und Fischerei                                      | Parteiloser |
|  |                  | Kwon Chil-seung  | Minister für Kleine und Mittlere Unternehmen und Startups            | DMP         |

## Ehemalige Mitglieder
|  | Bild             | Name             | Funktion                                                             | Partei      |
|  | ---------------- | ---------------- | -------------------------------------------------------------------- | ----------- |
|  | Lee Nak-yon      | Lee Nak-yon      | Premierminister                                                      | DMP         |
|  |                  | Chung Sye-kyun   | Premierminister                                                      | DMP         |
|  |                  | Kim Dong-yeon    | Minister für Wirtschaft und Finanzen                                 | Parteiloser |
|  | Kim Sang-gon     | Kim Sang-gon     | Minister für Bildung                                                 | DMP         |
|  | Yoo Young-min    | Yoo Young-min    | Minister für Wissenschaft, Information und Kommunikationstechnologie | DMP         |
|  |                  | Choi Ki-young    | Minister für Wissenschaft, Information und Kommunikationstechnologie | Parteiloser |
|  |                  | Kang Kyung-wha   | Minister für Äußere Angelegenheiten                                  | Parteiloser |
|  | Cho Myoung-gyon  | Cho Myoung-gyon  | Minister für Wiedervereinigung                                       | Parteiloser |
|  |                  | Kim Yeon-chul    | Minister für Wiedervereinigung                                       | Parteiloser |
|  |                  | Park Sang-ki     | Minister für Justiz                                                  | Parteiloser |
|  |                  | Cho Kuk          | Minister für Justiz                                                  | DMP         |
|  |                  | Choo Mi-ae       | Minister für Justiz                                                  | DMP         |
|  | Song Young-moo   | Song Young-moo   | Minister für Verteidigung                                            | DMP         |
|  |                  | Jeong Kyeong-doo | Minister für Verteidigung                                            | Parteiloser |
|  |                  | Kim Boo-kyum     | Minister für Inneres und Sicherheit                                  | DMP         |
|  | Do Jong-hwan     | Do Jong-hwan     | Minister für Kultur, Sport und Tourismus                             | DMP         |
|  |                  | Park Yang-woo    | Minister für Kultur, Sport und Tourismus                             | Parteiloser |
|  |                  | Kim Yung-rok     | Minister für Landwirtschaft, Ernährung und ländlichen Raum           | DMP         |
|  |                  | Lee Gae-ho       | Minister für Landwirtschaft, Ernährung und ländlichen Raum           | DMP         |
|  |                  | Baek Woon-kyu    | Minister für Handel, Industrie und Energie                           | Parteiloser |
|  |                  | Kim Eun-kyung    | Minister für Umwelt                                                  | DMP         |
|  |                  | Kim Young-joo    | Minister für Beschäftigung und Arbeit                                | DMP         |
|  |                  | Chung Hyun-back  | Minister für Geschlechtergleichheit und Familie                      | Parteiloser |
|  | Jin Sun-mee      | Jin Sun-mee      | Minister für Geschlechtergleichheit und Familie                      | DMP         |
|  | Moon Seong-hyeok | Kim Young-choon  | Minister für Meer und Fischerei                                      | DMP         |
|  |                  | Hong Jong-hak    | Minister für Kleine und Mittlere Unternehmen und Startups            | DMP         |